# Euleptes
Euleptes é um género de répteis escamados da família Sphaerodactylidae. Foi criado recentemente (em 1997).
Este género contém apenas uma espécie, que foi transferida do género Phyllodactylus.
A espécie poderá ser encontrada principalmente na Tunísia, mas também ao norte do Mar Mediterrâneo.

## Etimologia
O nome do género advém do grego ευ (verdadeiro) e de λεπτος (delgado, magro).

## Espécies
- Euleptes europaea (Gené, 1839)